# Букумири
Букумири су по народној традицији били романизовано илирско племе које је живело око Букумирског језера (Црна Гора ). Према предању, племе се међусобно поубијало у крвној освети. Данас постоје презимена Букумирић и Букумировић.
Постоји претпоставка да име племена овог племена потиче из албанског језика буку+мири, што значи „добар хлеб"; В. Секуловић одбацује ово и претпоставља да је име искварени облик речи "богумили"; С. Букумировић одбацује и ово и претпоставља да је име настало из грчког језика бук+мири што значи „мноштво стоке".